# Gracilibracon frustratus
Gracilibracon frustratus är en stekelart som först beskrevs av Cameron 1886.  Gracilibracon frustratus ingår i släktet Gracilibracon och familjen bracksteklar. Inga underarter finns listade i Catalogue of Life.